# Islas Salomón en la Copa de las Naciones de la OFC 2016
La selección de las Islas Salomón fue uno de los ocho equipos participantes de la Copa de las Naciones de la OFC 2016, realizada en Papúa Nueva Guinea entre el 28 de mayo y el 11 de junio. Fue la séptima participación en el certamen continental.
Fue sorteada en el grupo B junto con Nueva Zelanda, Fiyi y Vanuatu. Tras avanzar de dicho grupo en segundo lugar con una victoria y dos derrotas, perdió con Papúa Nueva Guinea en semifinales.

## Enfrentamientos previos
En marzo el combinado recibió a Papúa Nueva Guinea en Honiara. En el primer partido derrotó 2-0 al combinado visitante con goles de Benjamin Totori y Joses Nawo. En el segundo, cayó por 2-1.
| Fecha               | Lugar   |               |                          | Resultado |                               |                    |
| ------------------- | ------- | ------------- | ------------------------ | --------- | ----------------------------- | ------------------ |
| 23 de marzo de 2016 | Honiara | Islas Salomón | Bandera de Islas Salomón | 2:0 (2:0) | Bandera de Papúa Nueva Guinea | Papúa Nueva Guinea |
| 27 de marzo de 2016 | Honiara | Islas Salomón | Bandera de Islas Salomón | 1:2 (1:1) | Bandera de Papúa Nueva Guinea | Papúa Nueva Guinea |

## Jugadores
Moses Toata entregó la lista definitiva el 17 de mayo.
| #  | Nombre          | Posición         | Edad | PJ Sel | Club                     |
| -- | --------------- | ---------------- | ---- | ------ | ------------------------ |
| 1  | Philip Mango    | Arquero          | 20   | 0      | Marist Fire              |
| 2  | Haddis Aengari  | Defensor         | 27   | 12     | Solomon Warriors         |
| 3  | Bata Furai      | Defensor         | 31   | 0      | Solomon Warriors         |
| 4  | Fred Fakari     | Defensor         | 26   | 0      | Solomon Warriors         |
| 5  | Freddie Kini    | Defensor         | 23   | 4      | Amicale                  |
| 6  | Allen Peter     | Defensor         | 20   | 1      | Malaita Kingz            |
| 7  | Dennis Ifunaoa  | Delantero        | 24   | 0      | Solomon Warriors         |
| 8  | Paul Wale       | Defensor         | 30   | 0      | Koloale                  |
| 9  | Benjamin Totori | Delantero        | 30   | 22     | Western United           |
| 10 | Judd Molea      | Mediocampista    | 27   | 7      | Western United           |
| 11 | Micah Lea'alafa | Mediocampista    | 24   | 0      | Auckland City            |
| 12 | Samsom Koti     | Arquero          | 24   | 5      | Solomon Warriors         |
| 13 | James Naka      | Delantero        | 31   | 13     | Amicale                  |
| 14 | Moffat Kilifa   | Defensor         | 25   | 0      | Ifira Black Bird         |
| 15 | Jerry Donga     | Delantero        | 25   | 0      | Solomon Warriors         |
| 16 | Gagame Feni     | Delantero        | 23   | 1      | Hekari United            |
| 17 | Nelson Sale     | Defensor         | 29   | 25     | Amicale                  |
| 18 | Henry Fa'arodo  | Mediocampista    | 33   | 44     | Solomon Warriors         |
| 19 | Gibson Daudau   | Delantero        | 27   | 0      | Solomon Warriors         |
| 20 | Charlie Otainao | Mediocampista    | 23   | 0      | Kossa                    |
| 22 | Joses Nawo      | Delantero        | 28   | 14     | Hekari United            |
| 23 | James Do'oro    | Arquero          | 20   | 0      | Kossa                    |
| DT | Moses Toata     | Director técnico | 40   | -      | Bandera de Islas Salomón |

## Participación

### Primera fase
| Equipo        | Pts | PJ | PG | PE | PP | GF | GC | Dif |
| ------------- | --- | -- | -- | -- | -- | -- | -- | --- |
| Nueva Zelanda | 9   | 3  | 3  | 0  | 0  | 9  | 1  | 8   |
| Islas Salomón | 3   | 3  | 1  | 0  | 2  | 1  | 2  | -1  |
| Fiyi          | 3   | 3  | 1  | 0  | 2  | 4  | 6  | -2  |
| Vanuatu       | 3   | 3  | 1  | 0  | 2  | 3  | 8  | -5  |

| 1          | Guardameta     | Seiloni Iaruel     |     |
| 6          | Defensa        | Ignace Iamak       |     |
| 2          | Defensa        | Brian Kaltack      |     |
| 4          | Defensa        | Jason Thomas       |     |
| 3          | Defensa        | Kevin Shem         |     |
| 10         | Centrocampista | Dominique Fred     |     |
| 14         | Centrocampista | Bong Kalo          |     |
| 15         | Centrocampista | Daniel Natou       | 84' |
| 18         | Delantero      | Fenedy Masauvakalo |     |
| 9          | Delantero      | Bill Nicholls      | 50' |
| 19         | Delantero      | Kensi Tangis       |     |
| Entrenador | Entrenador     | Moise Poida        |     |

| 1          | Guardameta     | Philip Mango    | 82' |
| 2          | Defensa        | Haddis Aengari  |     |
| 5          | Defensa        | Freddie Kini    |     |
| 17         | Defensa        | Nelson Sale     |     |
| 19         | Centrocampista | Gibson Daudau   | 83' |
| 18         | Centrocampista | Henry Fa'arodo  |     |
| 10         | Centrocampista | Judd Molea      |     |
| 22         | Centrocampista | Joses Nawo      |     |
| 11         | Delantero      | Micah Lea'alafa |     |
| 15         | Delantero      | Jerry Donga     |     |
| 9          | Delantero      | Benjamin Totori |     |
| Entrenador | Entrenador     | Moses Toata     |     |

| 13 | Delantero | Nemani Roqara | 50' |
| 21 | Delantero | Tony Kaltack  | 84' |

| 12 | Guardameta | Samson Koti | 82' |
| 16 | Delantero  | Gagame Feni | 83' |

| Anotado | 19' | Jerry Donga | 0 - 1 |

| Amonestado | 64' | Daniel Natou  |
| Amonestado | 78' | Nemani Roqara |
| Amonestado | 88' | Bong Kalo     |

| Amonestado | 44' | Henry Fa'arodo  |
| Amonestado | 70' | Micah Lea'alafa |
| Amonestado | 80' | Nelson Sale     |

| Árbitro             | Médéric Lacour |
| Árbitros asistentes | Folio Moeaki   |
|                     | Bertrand Bial  |
| Cuarto árbitro      | Kader Zitouni  |

| 1          | Guardameta     | Seiloni Iaruel     |     |
| 6          | Defensa        | Ignace Iamak       |     |
| 2          | Defensa        | Brian Kaltack      |     |
| 4          | Defensa        | Jason Thomas       |     |
| 3          | Defensa        | Kevin Shem         |     |
| 10         | Centrocampista | Dominique Fred     |     |
| 14         | Centrocampista | Bong Kalo          |     |
| 15         | Centrocampista | Daniel Natou       | 84' |
| 18         | Delantero      | Fenedy Masauvakalo |     |
| 9          | Delantero      | Bill Nicholls      | 50' |
| 19         | Delantero      | Kensi Tangis       |     |
| Entrenador | Entrenador     | Moise Poida        |     |

| 1          | Guardameta     | Philip Mango    | 82' |
| 2          | Defensa        | Haddis Aengari  |     |
| 5          | Defensa        | Freddie Kini    |     |
| 17         | Defensa        | Nelson Sale     |     |
| 19         | Centrocampista | Gibson Daudau   | 83' |
| 18         | Centrocampista | Henry Fa'arodo  |     |
| 10         | Centrocampista | Judd Molea      |     |
| 22         | Centrocampista | Joses Nawo      |     |
| 11         | Delantero      | Micah Lea'alafa |     |
| 15         | Delantero      | Jerry Donga     |     |
| 9          | Delantero      | Benjamin Totori |     |
| Entrenador | Entrenador     | Moses Toata     |     |

| 13 | Delantero | Nemani Roqara | 50' |
| 21 | Delantero | Tony Kaltack  | 84' |

| 12 | Guardameta | Samson Koti | 82' |
| 16 | Delantero  | Gagame Feni | 83' |

| Anotado | 19' | Jerry Donga | 0 - 1 |

| Amonestado | 64' | Daniel Natou  |
| Amonestado | 78' | Nemani Roqara |
| Amonestado | 88' | Bong Kalo     |

| Amonestado | 44' | Henry Fa'arodo  |
| Amonestado | 70' | Micah Lea'alafa |
| Amonestado | 80' | Nelson Sale     |

| Árbitro             | Médéric Lacour |
| Árbitros asistentes | Folio Moeaki   |
|                     | Bertrand Bial  |
| Cuarto árbitro      | Kader Zitouni  |

| 12         | Guardameta     | Samson Koti     |     |
| 3          | Defensa        | Bata Furai      |     |
| 17         | Defensa        | Nelson Sale     |     |
| 5          | Defensa        | Freddie Kini    |     |
| 19         | Centrocampista | Gibson Daudau   | 74' |
| 18         | Centrocampista | Henry Fa'arodo  |     |
| 10         | Centrocampista | Judd Molea      |     |
| 22         | Centrocampista | Joses Nawo      |     |
| 11         | Delantero      | Micah Lea'alafa |     |
| 15         | Delantero      | Jerry Donga     | 81' |
| 9          | Delantero      | Benjamin Totori |     |
| Entrenador | Entrenador     | Moses Toata     |     |

| 22         | Guardameta     | Beniaminio Mateinaqara |     |
| 3          | Defensa        | Remueru Tekiate        |     |
| 11         | Defensa        | Ilimotama Jese         |     |
| 21         | Defensa        | Alvin Singh            |     |
| 23         | Defensa        | Samuela Kautoga        |     |
| 2          | Centrocampista | Avinesh Suwamy         |     |
| 7          | Centrocampista | Pita Bolatoga          | 90' |
| 8          | Centrocampista | Setareki Hughes        | 61' |
| 18         | Centrocampista | Laisenia Raura         |     |
| 5          | Delantero      | Rusiate Matarerega     | 78' |
| 9          | Delantero      | Roy Krishna            |     |
| Entrenador | Entrenador     | Frank Farina           |     |

| 16 | Delantero | Gagame Feni | 74' |
| 13 | Delantero | James Naka  | 81' |

| 10 | Delantero      | Iosefo Verevou  | 61' |
| 15 | Defensa        | Samuela Nabenia | 78' |
| 6  | Centrocampista | Nickel Chand    | 90' |

| Anotado · Penal | 85' | Roy Krishna | 0 - 1 |

| Amonestado | 51' | Bata Furai  |
| Amonestado | 82' | Nelson Sale |

| Amonestado | 78' | Pita Bolatoga |

| Árbitro             | Kader Zitouni   |
| Árbitros asistentes | Tevita Makasini |
|                     | Folio Moeaki    |
| Cuarto árbitro      | Médéric Lacour  |

| 12         | Guardameta     | Samson Koti     |     |
| 3          | Defensa        | Bata Furai      |     |
| 17         | Defensa        | Nelson Sale     |     |
| 5          | Defensa        | Freddie Kini    |     |
| 19         | Centrocampista | Gibson Daudau   | 74' |
| 18         | Centrocampista | Henry Fa'arodo  |     |
| 10         | Centrocampista | Judd Molea      |     |
| 22         | Centrocampista | Joses Nawo      |     |
| 11         | Delantero      | Micah Lea'alafa |     |
| 15         | Delantero      | Jerry Donga     | 81' |
| 9          | Delantero      | Benjamin Totori |     |
| Entrenador | Entrenador     | Moses Toata     |     |

| 22         | Guardameta     | Beniaminio Mateinaqara |     |
| 3          | Defensa        | Remueru Tekiate        |     |
| 11         | Defensa        | Ilimotama Jese         |     |
| 21         | Defensa        | Alvin Singh            |     |
| 23         | Defensa        | Samuela Kautoga        |     |
| 2          | Centrocampista | Avinesh Suwamy         |     |
| 7          | Centrocampista | Pita Bolatoga          | 90' |
| 8          | Centrocampista | Setareki Hughes        | 61' |
| 18         | Centrocampista | Laisenia Raura         |     |
| 5          | Delantero      | Rusiate Matarerega     | 78' |
| 9          | Delantero      | Roy Krishna            |     |
| Entrenador | Entrenador     | Frank Farina           |     |

| 16 | Delantero | Gagame Feni | 74' |
| 13 | Delantero | James Naka  | 81' |

| 10 | Delantero      | Iosefo Verevou  | 61' |
| 15 | Defensa        | Samuela Nabenia | 78' |
| 6  | Centrocampista | Nickel Chand    | 90' |

| Anotado · Penal | 85' | Roy Krishna | 0 - 1 |

| Amonestado | 51' | Bata Furai  |
| Amonestado | 82' | Nelson Sale |

| Amonestado | 78' | Pita Bolatoga |

| Árbitro             | Kader Zitouni   |
| Árbitros asistentes | Tevita Makasini |
|                     | Folio Moeaki    |
| Cuarto árbitro      | Médéric Lacour  |

| 1          | Guardameta     | Stefan Marinovic          |     |
| 5          | Defensa        | Michael Boxall            |     |
| 20         | Defensa        | Te Atawhai Hudson-Wihongi |     |
| 17         | Defensa        | Luke Adams                |     |
| 18         | Defensa        | Sam Brotherton            |     |
| 3          | Defensa        | Matt Ridenton             |     |
| 11         | Centrocampista | Marco Rojas               |     |
| 22         | Centrocampista | Moses Dyer                | 71' |
| 8          | Centrocampista | Michael McGlinchey        |     |
| 7          | Delantero      | Kosta Barbarouses         | 71' |
| 15         | Delantero      | Jeremy Brockie            | 79' |
| Entrenador | Entrenador     | Anthony Hudson            |     |

| 1          | Guardameta     | Philip Mango    |       |
| 2          | Defensa        | Haddis Aengari  |       |
| 5          | Defensa        | Freddie Kini    |       |
| 3          | Defensa        | Bata Furai      | 11'   |
| 19         | Centrocampista | Gibson Daudau   | 90+1' |
| 18         | Centrocampista | Henry Fa'arodo  |       |
| 10         | Centrocampista | Judd Molea      |       |
| 22         | Centrocampista | Joses Nawo      |       |
| 11         | Delantero      | Micah Lea'alafa |       |
| 15         | Delantero      | Jerry Donga     | 7'    |
| 9          | Delantero      | Benjamin Totori |       |
| Entrenador | Entrenador     | Moses Toata     |       |

| 21 | Delantero | Logan Rogerson  | 71' |
| 13 | Delantero | Monty Patterson | 71' |
| 14 | Delantero | Rory Fallon     | 79' |

| 12 | Delantero | James Naka  | 7'    |
| 4  | Defensa   | Fred Fakari | 11'   |
| 16 | Delantero | Gagame Feni | 90+1' |

| Anotado | 80' | Luke Adams | 1 - 0 |

| Amonestado | 1'  | Matt Ridenton  |
| Amonestado | 68' | Luke Adams     |
| Amonestado | 75' | Jeremy Brockie |
| Amonestado | 78' | Michael Boxall |

| Árbitro             | Norbert Hauata |
| Árbitros asistentes | Philippe Revel |
|                     | Folio Moeaki   |
| Cuarto árbitro      | Anio Amos      |

| 1          | Guardameta     | Stefan Marinovic          |     |
| 5          | Defensa        | Michael Boxall            |     |
| 20         | Defensa        | Te Atawhai Hudson-Wihongi |     |
| 17         | Defensa        | Luke Adams                |     |
| 18         | Defensa        | Sam Brotherton            |     |
| 3          | Defensa        | Matt Ridenton             |     |
| 11         | Centrocampista | Marco Rojas               |     |
| 22         | Centrocampista | Moses Dyer                | 71' |
| 8          | Centrocampista | Michael McGlinchey        |     |
| 7          | Delantero      | Kosta Barbarouses         | 71' |
| 15         | Delantero      | Jeremy Brockie            | 79' |
| Entrenador | Entrenador     | Anthony Hudson            |     |

| 1          | Guardameta     | Philip Mango    |       |
| 2          | Defensa        | Haddis Aengari  |       |
| 5          | Defensa        | Freddie Kini    |       |
| 3          | Defensa        | Bata Furai      | 11'   |
| 19         | Centrocampista | Gibson Daudau   | 90+1' |
| 18         | Centrocampista | Henry Fa'arodo  |       |
| 10         | Centrocampista | Judd Molea      |       |
| 22         | Centrocampista | Joses Nawo      |       |
| 11         | Delantero      | Micah Lea'alafa |       |
| 15         | Delantero      | Jerry Donga     | 7'    |
| 9          | Delantero      | Benjamin Totori |       |
| Entrenador | Entrenador     | Moses Toata     |       |

| 21 | Delantero | Logan Rogerson  | 71' |
| 13 | Delantero | Monty Patterson | 71' |
| 14 | Delantero | Rory Fallon     | 79' |

| 12 | Delantero | James Naka  | 7'    |
| 4  | Defensa   | Fred Fakari | 11'   |
| 16 | Delantero | Gagame Feni | 90+1' |

| Anotado | 80' | Luke Adams | 1 - 0 |

| Amonestado | 1'  | Matt Ridenton  |
| Amonestado | 68' | Luke Adams     |
| Amonestado | 75' | Jeremy Brockie |
| Amonestado | 78' | Michael Boxall |

| Árbitro             | Norbert Hauata |
| Árbitros asistentes | Philippe Revel |
|                     | Folio Moeaki   |
| Cuarto árbitro      | Anio Amos      |

### Semifinales
| 20         | Guardameta     | Ronald Warisan      |     |
| 2          | Defensa        | Daniel Joe          |     |
| 5          | Defensa        | Felix Komolong      |     |
| 4          | Defensa        | Alwin Komolong      |     |
| 19         | Defensa        | Koriak Upaiga       |     |
| 12         | Centrocampista | David Muta          |     |
| 14         | Centrocampista | Emmanuel Simon      | 90' |
| 8          | Centrocampista | Michael Foster      |     |
| 9          | Delantero      | Nigel Dabingyaba    |     |
| 7          | Delantero      | Raymond Gunemba     |     |
| 18         | Delantero      | Tommy Semmy         |     |
| Entrenador | Entrenador     | Flemming Serritslev |     |

| 1          | Guardameta     | Philip Mango    |       |
| 22         | Defensa        | Joses Nawo      |       |
| 5          | Defensa        | Freddie Kini    |       |
| 2          | Defensa        | Haddis Aengari  |       |
| 4          | Defensa        | Fred Fakari     |       |
| 18         | Centrocampista | Henry Fa'arodo  |       |
| 10         | Centrocampista | Judd Molea      | 90+2' |
| 19         | Centrocampista | Gibson Daudau   |       |
| 15         | Centrocampista | Jerry Donga     | 85'   |
| 11         | Centrocampista | Micah Lea'alafa |       |
| 9          | Delantero      | Benjamin Totori |       |
| Entrenador | Entrenador     | Moses Toata     |       |

| 17 | Centrocampista | Jacob Sabua | 90+3' |

| 13 | Delantero | James Naka  | 85'   |
| 16 | Delantero | Gagame Feni | 90+2' |

| Anotado | 38' | Michael Foster   | 1 - 0 |
| Anotado | 82' | Nigel Dabingyaba | 2 - 1 |

| Anotado | 40' | Judd Molea | 1 - 1 |

| Amonestado | 18' | Freddie Kini   |
| Amonestado | 90' | Henry Fa'arodo |

| Árbitro             | Matt Conger     |
| Árbitros asistentes | Tevita Makasini |
|                     | Mark Rule       |
| Cuarto árbitro      | Nick Waldron    |

| 20         | Guardameta     | Ronald Warisan      |     |
| 2          | Defensa        | Daniel Joe          |     |
| 5          | Defensa        | Felix Komolong      |     |
| 4          | Defensa        | Alwin Komolong      |     |
| 19         | Defensa        | Koriak Upaiga       |     |
| 12         | Centrocampista | David Muta          |     |
| 14         | Centrocampista | Emmanuel Simon      | 90' |
| 8          | Centrocampista | Michael Foster      |     |
| 9          | Delantero      | Nigel Dabingyaba    |     |
| 7          | Delantero      | Raymond Gunemba     |     |
| 18         | Delantero      | Tommy Semmy         |     |
| Entrenador | Entrenador     | Flemming Serritslev |     |

| 1          | Guardameta     | Philip Mango    |       |
| 22         | Defensa        | Joses Nawo      |       |
| 5          | Defensa        | Freddie Kini    |       |
| 2          | Defensa        | Haddis Aengari  |       |
| 4          | Defensa        | Fred Fakari     |       |
| 18         | Centrocampista | Henry Fa'arodo  |       |
| 10         | Centrocampista | Judd Molea      | 90+2' |
| 19         | Centrocampista | Gibson Daudau   |       |
| 15         | Centrocampista | Jerry Donga     | 85'   |
| 11         | Centrocampista | Micah Lea'alafa |       |
| 9          | Delantero      | Benjamin Totori |       |
| Entrenador | Entrenador     | Moses Toata     |       |

| 17 | Centrocampista | Jacob Sabua | 90+3' |

| 13 | Delantero | James Naka  | 85'   |
| 16 | Delantero | Gagame Feni | 90+2' |

| Anotado | 38' | Michael Foster   | 1 - 0 |
| Anotado | 82' | Nigel Dabingyaba | 2 - 1 |

| Anotado | 40' | Judd Molea | 1 - 1 |

| Amonestado | 18' | Freddie Kini   |
| Amonestado | 90' | Henry Fa'arodo |

| Árbitro             | Matt Conger     |
| Árbitros asistentes | Tevita Makasini |
|                     | Mark Rule       |
| Cuarto árbitro      | Nick Waldron    |